# Munida quadrispina
Espèce
Munida quadrispina est une espèce de crustacés décapodes.